# Hindu gólya

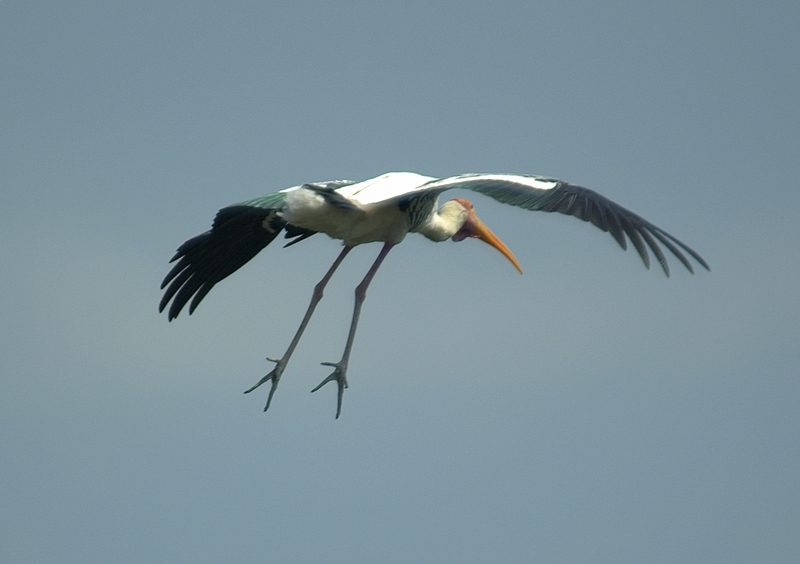
Repülés

A hindu gólya (Mycteria leucocephala) a madarak (Aves) osztályának a gólyaalakúak (Ciconiiformes) rendjébe, ezen belül a gólyafélék (Ciconiidae) családjába tartozó faj.

## Előfordulása
Indiában, Kína délnyugati részén és Délkelet-Ázsiában él.

## Megjelenése
Testhossza 102 centiméter. Nyaka és feje csupasz és rózsaszínű, csőre enyhén lefelé hajló.

## Életmódja
Elsősorban a vizes élőhelyek közelében elterülő erdőket kedveli. Sekély vízben csapatosan kutat élelem után, csőrével kaszáló mozdulatokkal keresi táplálékát. Elkapják a halakat, békákat és egyéb kisebb állatokat.

## Szaporodása
Más vízimadarakkal vegyes telepekben fészkel. Gallyakból álló, nagy méretű fészkét a fákra rakja. A fészekalja 2-5 tojásból áll.
|  |

## Egyéb
Állatkertekben ritkán tartott faj, Magyarországon jelenleg csak a Nyíregyházi Állatparkban tartják.